# Bärenwald Pristina

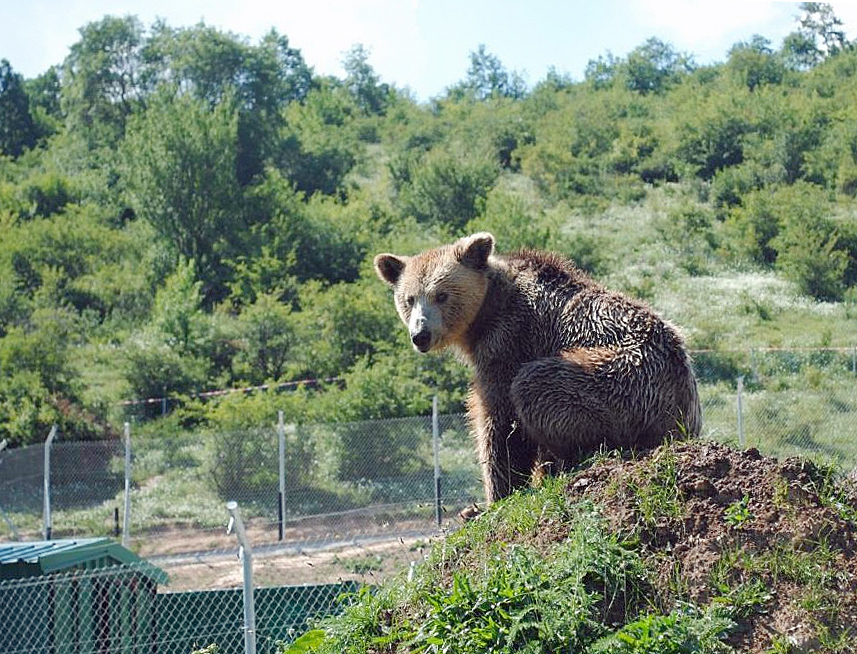
Braunbärin Kassandra in einem Gehege des Bärenwalds

Der Bärenwald Pristina (Eigenbezeichnung Bear Sanctuary Prishtina; albanisch Pylli i Arinjeve Prishtina) ist ein Bärengehege im Kosovo rund acht Kilometer Luftlinie östlich der Stadt Pristina.

## Geschichte

### Hintergrund
Lange Jahre gab es im Kosovo keine Vorschriften für die Haltung von Braunbären. So konnten die Tiere privat gehalten werden. Zumeist wurden Bären in Restaurants in kleinen Käfigen gehalten, um Besucher anzulocken. Als im November 2010 im Kosovo das Verbot der privaten Bärenhaltung in Kraft trat, bestand ein Bedarf an einem Lebensraum für die aus der Restaurant-Haltung stammenden Bären. Ein artgerechter Lebensraum war Voraussetzung, um das Gesetz durchsetzen zu können, da die Tiere nicht ausgewildert wurden. Im Bärenwald Pristina können die Bären ihre Instinkte und ihr natürliches Verhalten wiederentdecken.

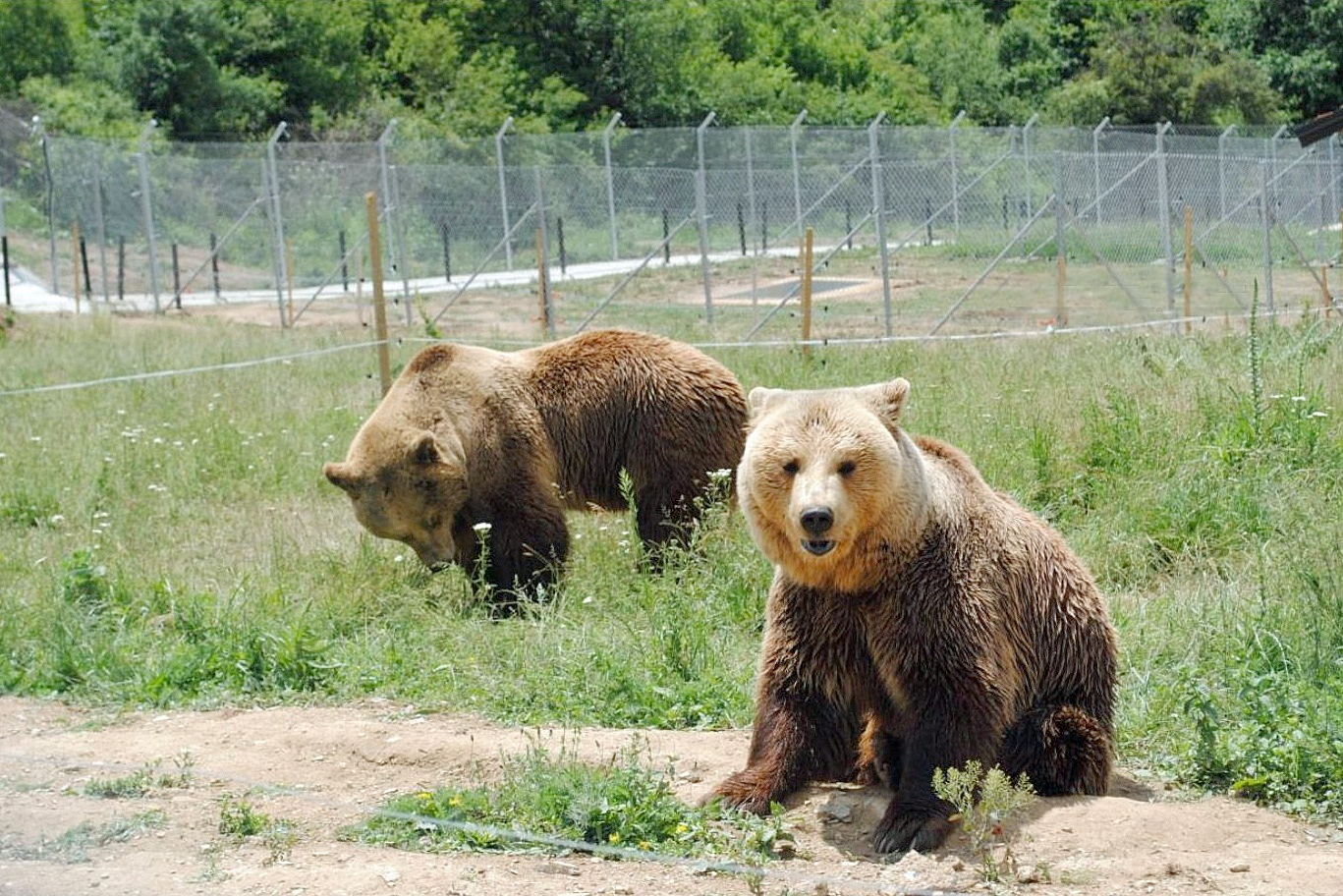
Das Bärenpaar Ero und Mira. Beide Tiere stammen aus dem Restaurant Te ariu in Pristina

### Gründung
Der Bärenwald Pristina wurde im Jahr 2013 auf Initiative von Vier Pfoten in Zusammenarbeit mit der KFOR, der Stadt Pristina, dem Umweltministerium des Staates Kosovo sowie der Kanzlei Franke & Partner in München gegründet. Schirmherren des Bärenwaldes sind unter anderem der kosovarische Umweltminister Dardan Gashi sowie das österreichische Botschafterehepaar im Kosovo, Roswitha und Johann Brieger.

## Die Bären
Im Bärenwald Pristina lebten im Jahr 2017 19 Braunbären. Die Tiere wurden illegal in meist sehr kleinen Gitterkäfigen gehalten und im Frühsommer 2013 in den Bärenpark gebracht. Später kamen noch drei Braunbären aus Albanien hinzu.
Die Bärin Kassandra stammt aus einem aufgegebenen Restaurant am Dulje-Pass, wo sie ohne Wasser, Futter oder Schutz vor der Witterung eingesperrt war. Die beiden zehnjährigen Geschwister Ari und Arina stammen aus einem Restaurant in Prizren, dem ein Kleinzoo angegliedert war. Die Bärenweibchen Nala und Lena stammen aus einem Restaurant im Gërmia-Park von Pristina. Die beiden siebenjährigen Bärenmännchen Vini und Stivi stammen aus einem Hotel-Restaurant in der Rugova-Schlucht bei Peja, wobei der kleinere Bär Stivi halbblind ist. Die 15 Monate alte, unterentwickelte Bärin Hope stammt aus einem Restaurant in Peja. Die fünf Bären Anik, Ero, Mira, Hana und Mal stammen aus einem weiteren Restaurant in Pristina.
Zwei Restaurant-Bären, Rambo und Luta, konnten nicht befreit werden, da diese unmittelbar vor dem Polizei-Zugriff von Tierhändlern getötet wurden, um ihnen die Gallenblase zu entnehmen und so noch Profit zu machen. Der Polizeieingriff zur Befreiung der 13 Bären des Parks beendete de facto die private Bärenhaltung im Kosovo.

## Anlage

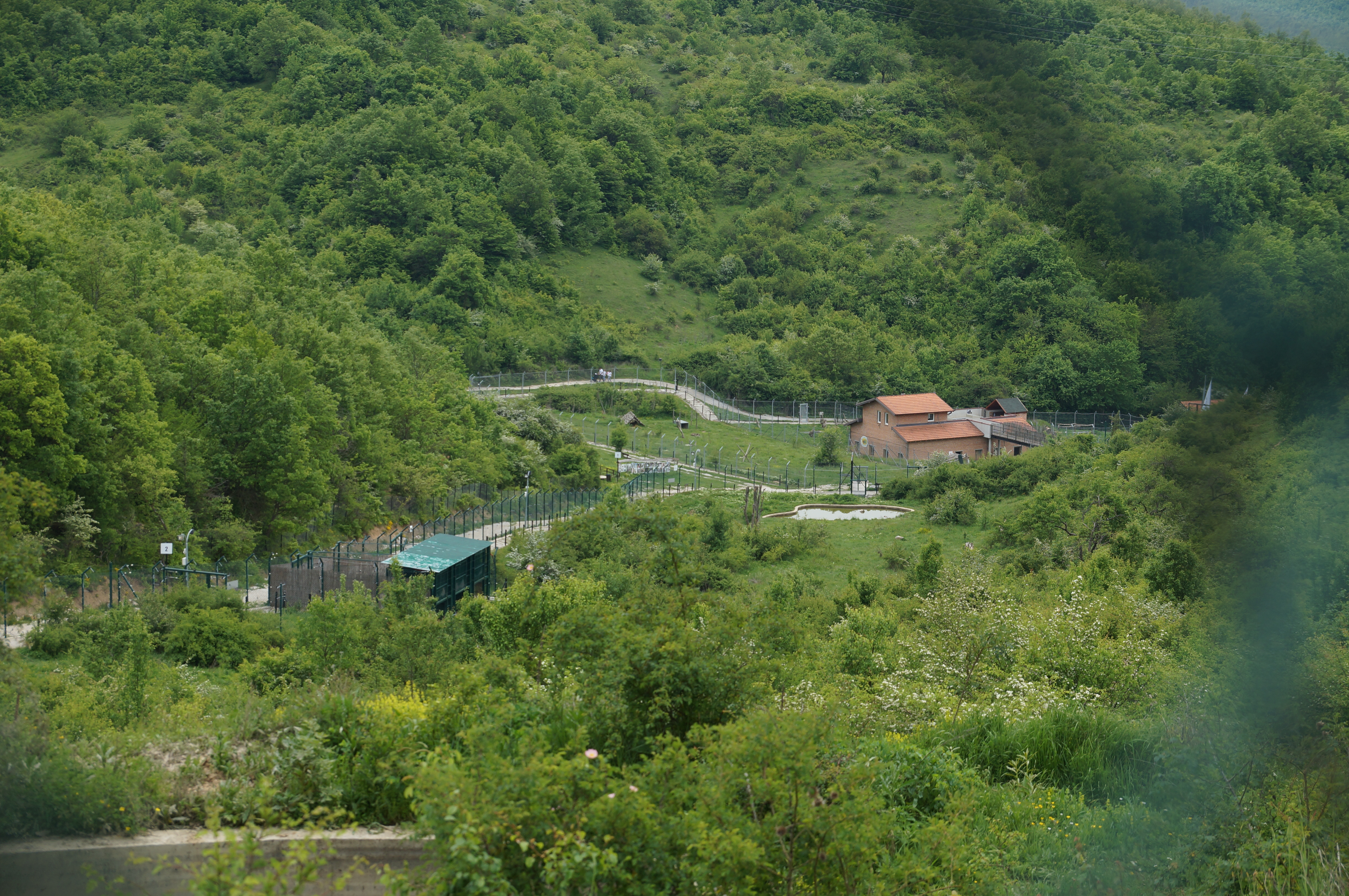
Überblick über Teile der Anlage

Der Park liegt 20 Straßenkilometer von Prishtina entfernt in der Nähe der Dörfer Mramor und Busia. Er wurde im Wald am Nordufer des Badovac-Sees angelegt. Das Gebiet gehört zum Landschaftsschutzgebiet Gërmia-Park.
Der Park umfasst zu Beginn ein mehrere hundert Quadratmeter großes Eingewöhnungsgehege und vier Freigehege. 2014 waren es zehn Gehege mit Höhlen und Teichen sowie ein Bärenhaus auf einer Fläche von fünf Hektar.
Im Sommer 2018 wurde ein Umweltbildungszentrum mit den Themenbereichen Umwelt, Natur und Tierwelt eröffnet.
Zudem soll neben dem erweiterten Gehege ein neues Schulungszentrum errichtet werden, um die Bevölkerung im Kosovo stärker für den Umweltschutz zu sensibilisieren.

## Ziele
Einige Bären haben in den langen Jahren ihrer Gefangenschaft schwere Verhaltensstörungen ausgebildet, die sie unter den neuen Lebensbedingungen erst nach und nach ablegen. Hierfür wird ihr Lebensraum bereichert, um ihr natürliches Verhalten zu fördern (Behavioral and Environmental Enrichment).
Ziel ist es, für die Tiere Bedingungen zu schaffen, die sich an ihrem Leben in freier Wildbahn orientieren. So wird zum Beispiel die Nahrung versteckt, so dass die Bären wie in freier Wildbahn einen Großteil ihrer Zeit mit der Nahrungssuche beschäftigt sind.
Ein weiteres Ziel ist die Bewusstseinsbildung, indem Besucher die Bären in ihrer natürlichen Umgebung sehen und mehr über diese und andere Tierarten erfahren können.